# Proyecto de referéndum revocatorio de Venezuela de 2016
El proyecto de referéndum revocatorio de Venezuela fue un proyecto de referéndum revocatorio cuyo proceso de convocatoria se inició formalmente el 26 de abril de 2016 en Venezuela cuando el Consejo Nacional Electoral aprobó la entrega del formulario para la activación del referendo revocatorio y decidir la permanencia de Nicolás Maduro en la jefatura del Estado. Sus convocantes exigen que la activación y ejecución formal tenga lugar a finales de 2016, aunque el CNE anunció que, por razones logísticas, el referendo se realizaría a mediados del primer trimestre de 2017, evento que finalmente no ocurrió, dando paso a una crisis institucional en el país.
El proceso del referéndum pasó por tres etapas principales: promoción, participación y convocatoria. La primera, una etapa de promoción, donde grandes protestas lograron la aceptación del gobierno venezolano al referéndum. La segunda, una etapa de participación, donde nuevamente por medio de protestas masivas se logra la confirmación de fechas y proceso definitivo para el referéndum. Tercero, una etapa de convocatoria, donde basadas en los acuerdos logrados, se procedería a la recolección de firmas para el referendo.

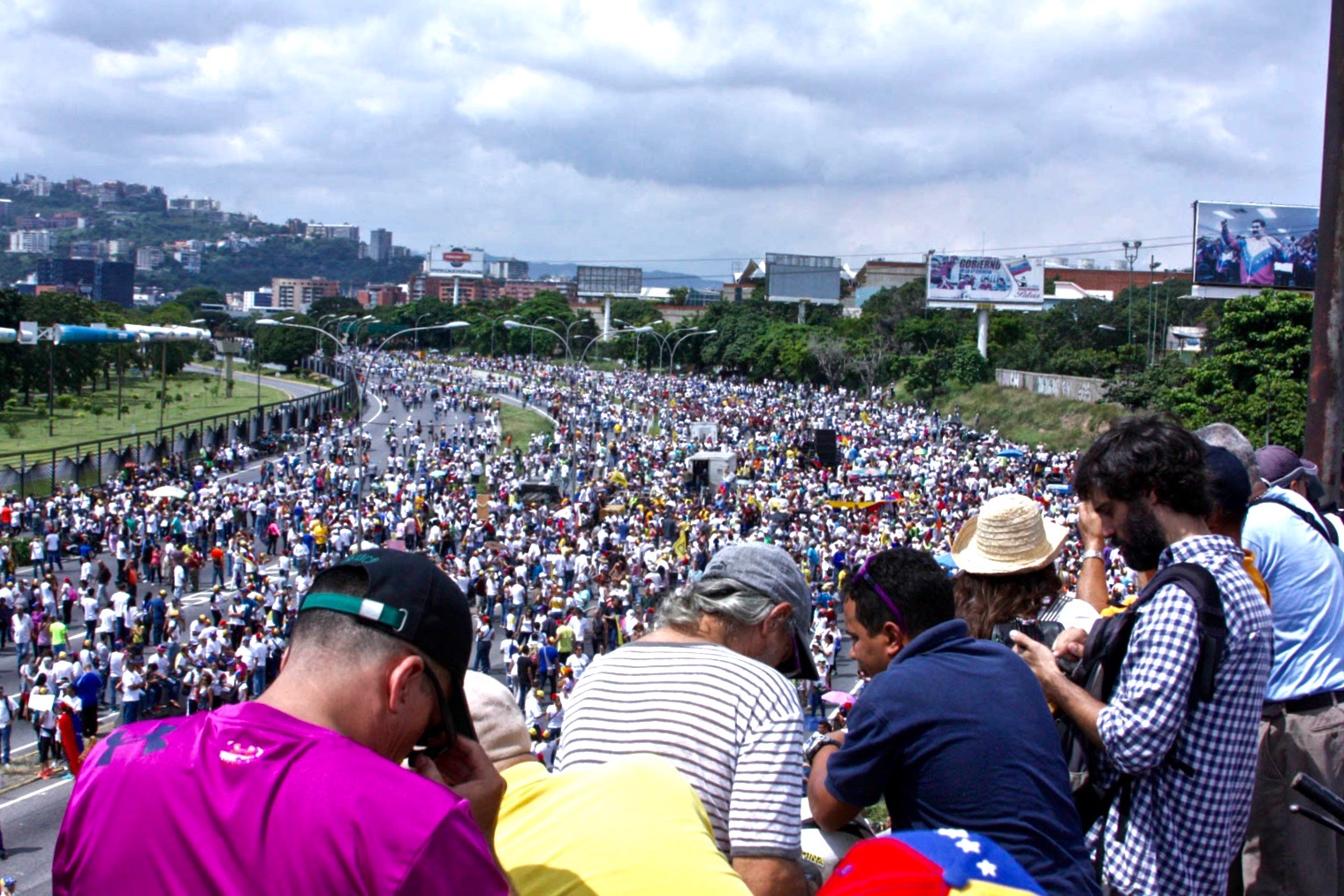
Huelga general en Venezuela de 2016.

Esta tercera etapa, específicamente la recolección del 20% de las firmas del registro electoral requerida para la realización del referéndum nacional, fue suspendida por el Consejo Nacional Electoral (CNE) el 20 de octubre, citando decisiones de tribunales regionales afectos al gobierno de Apure, Aragua, Bolívar, Carabobo y Monagas que anularon en sus respectivos estados la recolección de firmas del 1% (correspondiente a la etapa de promoción), alegando acusaciones de fraude, agravando la crisis política en Venezuela.

## Base constitucional
El llamado a referéndum está fundamentado en dos artículos de la Constitución de Venezuela de 1999.

Artículo 72: Todos los cargos y magistraturas de elección popular son revocables. Transcurrida la mitad del período para el cual fue elegido el funcionario o funcionaria, un número no menor del veinte por ciento de los electores o electoras inscritos en la correspondiente circunscripción podrá solicitar la convocatoria de un referéndum para revocar su mandato.

Cuando igual o mayor número de electores y electoras que eligieron al funcionario o funcionaria hubieren votado a favor de la revocatoria, siempre que haya concurrido al referéndum un número de electores y electoras igual o superior al veinticinco por ciento de los electores y electoras inscritos, se considerará revocado su mandato y se procederá de inmediato a cubrir la falta absoluta conforme a lo dispuesto en esta Constitución y la ley.

La revocación del mandato para los cuerpos colegiados se realizará de acuerdo con lo que establezca la ley.

Durante el período para el cual fue elegido el funcionario o funcionaria no podrá hacerse más de una solicitud de revocación de su mandato.

Artículo 233: Serán faltas absolutas del Presidente o Presidenta de la República: la muerte, su renuncia, la destitución decretada por sentencia del Tribunal Supremo de Justicia, la incapacidad física o mental permanente certificada por una junta médica designada por el Tribunal Supremo de Justicia y con aprobación de la Asamblea Nacional, el abandono del cargo, declarado este por la Asamblea Nacional, así como la revocatoria popular de su mandato.

Cuando se produzca la falta absoluta del Presidente electo o Presidenta electa antes de tomar posesión, se procederá a una nueva elección universal, directa y secreto dentro de los treinta días consecutivos siguientes. Mientras se elige y toma posesión el nuevo Presidente o Presidenta, se encargará de la Presidencia de la República el Presidente o Presidenta de la Asamblea Nacional.

Cuando se produzca la falta absoluta del Presidente o Presidenta de la República durante los primeros cuatro años del período constitucional, se procederá a una nueva elección universal y directa dentro de los treinta días consecutivos siguientes. Mientras se elige y toma posesión el nuevo Presidente o Presidenta, se encargará de la Presidencia de la República el Vicepresidente Ejecutivo o Vicepresidenta Ejecutiva.

En los casos anteriores, el nuevo Presidente o Presidenta completará el período constitucional correspondiente.

Si la falta absoluta se produce durante los últimos dos años del período constitucional, el Vicepresidente Ejecutivo o Vicepresidenta Ejecutiva asumirá la Presidencia de la República hasta completar el mismo.

Se requieren 3 etapas para completar el proceso revocatorio:
1. Solicitud de la planilla para la recolección de firmas: Para tal fin, deben reunirse como mínimo 2500 firmas. Una vez admitida la solicitud, los interesados deberán ahora recabar la voluntad de al menos el 1% de las personas inscritas en el Registro Electoral en todo el país, distribuida por entidad federal, para un total de 197 978 electoras y electores.
2. Una vez verificadas y aprobadas las firmas recolectadas, el CNE debe fijar la fecha junto con los puntos o centros en el territorio nacional donde se recogerían las firmas. En un lapso de tres días se deben recolectar 20% de firmas junto con las huellas de los electores inscritos en el CNE (19 504 106 de inscritos), para un mínimo de 3 914 420 personas.
3. Una vez verificado que se completó al menos la recolección de 20% de firmas válidas, el CNE debe fijar la fecha para unas elecciones generales y preguntarle al pueblo su deseo de revocar al presidente, es necesario consignar un número igual o mayor de votos del que obtuvo el mandatario en las elecciones de 2013. Esto equivaldría a por lo menos 7 587 579 sufragios a favor del revocatorio.

## Antecedentes del proceso

### Confrontación de poderes institucionales
Tras las elecciones legislativas nacionales del 6 de diciembre de 2015 la oposición de Venezuela, representada en la coalición política Mesa de la Unidad Democrática (MUD) ganó 112 de los 167 diputados a la Asamblea Nacional (AN) obteniendo la mayoría calificada del parlamento unicameral con plena capacidad de decisión dentro de todas las atribuciones del poder legislativo.
Durante la instalación de la AN, el 5 de enero de 2016, el recién electo presidente del parlamento y presidente del partido Acción Democrática (AD) Henry Ramos Allup, declaró en su discurso inaugural de la cámara que en un lapso de seis meses la MUD habría de determinar un mecanismo “democrático, constitucional, pacífico y electoral” para conseguir un cambio de gobierno en el país; esto refiriéndose a la discusión interna de aquel momento dentro de la MUD sobre la conveniencia de activación de diferentes mecanismos constitucionales, más específicamente las tentativas de referéndum revocatorio, enmienda constitucional o asamblea nacional constituyente como medios para interrumpir el mandato de Nicolás Maduro como presidente de Venezuela y de su partido de gobierno el Partido Socialista Unido de Venezuela (PSUV). A pesar de la insistencia de los opositores acerca de que se busque una “salida” del gobierno “democrática y constitucional”, desde el punto de vista de diferentes voceros del PSUV, las declaraciones de Ramos Allup durante la instalación del parlamento constituyen una amenaza de “golpe de estado parlamentario”.
Desde la misma elección de Nicolás Maduro como presidente en las elecciones presidenciales de 2013, y especialmente desde las protestas nacionales emprendidas desde sectores internos de la oposición en 2014, la oposición de manera casi unánime maneja como eje de su discurso la necesidad de un cambio de gobierno como medida sine qua non para la recuperación económica del país, atrapado en una severa crisis económica nacional y de servicios, atribuidos a la oposición a las medidas económicas emprendidas por la visión socialista del gobierno y de sus presuntas vinculaciones de corrupción y narcotráfico. El gobierno de Maduro atribuía por su parte la crisis nacional a una así llamada «guerra económica» emprendida por la propia oposición, empresas privadas y gobiernos afines a los Estados Unidos para boicotear el sistema económico emprendido por los gobiernos del PSUV, y por tanto atribuyen tanto la crisis como las propuestas de la MUD como manifestaciones de una “conspiración” dedicada a un “golpe de estado continuado” en su contra.
A pesar de la abierta confrontación política, sectores internos de la MUD difundieron la matriz de opinión de que la oposición podría desistir de su aspiración de interrumpir anticipadamente el gobierno de Maduro si se daba un contexto de cohabitación pacífica de poderes en el que cual el gobierno y sus partidarios permitieran el libre ejercicio de las funciones de la Asamblea Nacional. No obstante, desde antes de la instalación de la Asamblea, la sala constitucional del Tribunal Supremo de Justicia (TSJ), recién constituida por magistrados electos en diciembre de 2015 por la AN saliente luego de las elecciones de 2015 por medio de la jubilación anticipada y presuntamente forzosa de los magistrados de la anterior gestión judicial y mediante un proceso de selección que a juicio de diferentes juristas habría violado los tiempos reglamentarios y requisitos mínimos previstos en la ley, comenzó un proceso de confrontación de poderes a través de una serie de sentencias que a juicio de juristas y representantes de la oposición venían a desconocer las facultades de la AN contempladas en la constitución.
Para abril de 2016, las salas constitucional y electoral del TSJ habían decretado 12 sentencias, todas dedicadas a limitar las actuaciones de la AN, entre ellas la declaratoria de inconstitucionalidad de leyes aprobadas en segunda discusión por el parlamento, desconocer la victoria electoral de un número de diputados electos por la oposición electos por el estado Amazonas, limitar la obligatoriedad de comparecencia de funcionarios públicos a la AN, condicionar las normas de convocatoria de sesiones ordinarias de la cámara, e incluso el pleno desconocimiento de las decisiones del parlamento de manera anticipada. Para juristas afectos a la oposición tales sentencias se emitían sin verdaderas bases constitucionales y en abuso de las funciones de la sala constitucional, mientras que para representantes del oficialismo las decisiones constituían el derecho del TSJ de ser “máximo intérprete” de la constitución y que por ello no podían ser cuestionadas. Ante tales sentencias, Ramos Allup terminó declarando el 12 de febrero que el plazo inicialmente trazado por él mismo de 6 meses terminaba siendo “demasiado largo” para determinar la salida del gobierno.

### Debate interno en la MUD
Habiéndose vuelto la necesidad de un cambio de gobierno un criterio unánime dentro de los partidos de la oposición, comenzó en el seno de la MUD un debate entre cuál de los mecanismos constitucionales sería el más expedito para lograr el cambio del gobierno. A las pocas semanas de iniciadas las funciones de la Asamblea Nacional, el partido Causa R interpuso una propuesta de enmienda constitucional para la revocación de la reelección presidencial indefinida y el recorte del período presidencial constitucional de seis a cuatro años con una disposición transitoria para su aplicación inmediata, de manera que el año cuarto de gestión presidencial de Maduro en curso para ese momento fuese el último y por tanto tuviese lugar un adelanto de las elecciones presidenciales. Por otra parte el partido Voluntad Popular (VP) desde las protestas de 2014 presionaba por promover como propuesta para el cambio de gobierno la convocatoria de una Asamblea Nacional Constituyente que además de forzar la repetición inmediata de elecciones permitiera a una nueva Asamblea Nacional renovar de manera inmediata a las autoridades de los poderes Judicial, Ciudadano y Electoral. Como parte de dicho debate ante los medios de comunicación pública líderes de los partidos AD y Primero Justicia (PJ) aseguraban que ante la inmediatez necesaria para el cambio de gobierno consideraban como el medio más eficaz la convocatoria de un referéndum revocatorio.
Como parte del debate sobre la conveniencia de los tres medios constitucionales, expertos y voceros de la oposición aseguraban que entre las principales ventajas de la enmienda como medio para acortar el periodo constitucional de Nicolás Maduro estaban la posibilidad de invocar tal enmienda solo con la mayoría simple de diputados dentro de la AN (dada la sentencia de la sala electoral del TSJ que inhabilitaba para juramentarse de manera provisional por un tiempo indefinido a todos los diputados electos por el estado Amazonas, impidiéndole a la bancada de la oposición a ejercer la mayoría calificada ganada en las elecciones) y que al someterse la enmienda a consulta popular bastaba con que la opción aprobatoria de la misma superara en números absolutos a la opción denegatoria; en contraposición el principal obstáculo para la aplicación de la enmienda constitucional según comentaristas de oposición y oficialismo sería la interpretación obligatoria de la sala constitucional de la misma enmienda, de la que se interpretaría que la aplicación inmediata de la enmienda para el periodo constitucional en curso se deduciría en una aplicación retroactiva de la ley, condición vetada por la legislatura venezolana.
Para los partidarios de la Asamblea Nacional Constituyente la posibilidad que permiten las normativas de dicha convocatoria en renovar en pleno el poder público nacional, además de permitir la repetición adelantada de elecciones le daría a la oposición la capacidad de convocar a nuevos integrantes de los poderes públicos, a juicio de la oposición actualmente subordinados al poder ejecutivo y al partido de gobierno. Los detractores de la propuesta de asamblea constituyente ven tal proceso constitucional como un proceso lento no destinado a la renovación del poder ejecutivo sino a la conformación de una nueva legislatura constitucional, y que en la convocatoria de elecciones para la conformación de dicha asamblea constituyente la oposición corría el riesgo de perderlas y que por tanto se viese sometida a la legislatura de un congreso constituyente dominado por el oficialismo como el que fue conformado en 1999. Adicionalmente, para convocar a una asamblea constituyente dentro de la Asamblea Nacional (único poder público controlado por la MUD) la constitución exige una minoría excluyente de 111 votos a favor dentro del parlamento, y dado una sentencia dictada por el TSJ que impedía la juramentación de los parlamentarios electos por Amazonas, la MUD solo contaba con 109 de sus 112 diputados electos.
Finalmente, para los defensores de la convocatoria de un referéndum revocatorio tal medio constitucional es en principio el proceso constitucional natural instaurado por el constituyente de 1999 para interrumpir el mandato presidencial constitucional a través de una consulta pública. Las principales objeciones dentro de la oposición para convocar un referéndum revocatorio parten de las condiciones impuestas por la constitución según las cuales para hacer efectiva la revocación del presidente de la república se requieren más votos para la opción afirmativa a la revocación que aquellos que en su momento hubiese obtenido el mismo mandatario durante su elección. Por tanto la oposición necesitaba tener asegurados más de 7,5 millones de votantes para el referéndum, y si bien en las elecciones legislativas de 2015 la MUD había acumulado 7,7 millones de votos, el descontento con el bloqueo institucional contra la AN quitaba la seguridad de que la MUD pudiese repetir los resultados de diciembre. Adicionalmente, según la constitución el revocatorio solo puede invocarse tras cumplidos los primeros tres años de periodo constitucional, pero cuando se cumplen los primeros cuatro años de periodo constitucional, en caso de tener lugar una falta absoluta (como una revocación) el presidente de la república debe ser reemplazado en sus funciones por su vicepresidente por todo el resto del período constitucional sin invocación de elecciones adelantadas, por lo cual, el Consejo Nacional Electoral (CNE) subordinado -a juicio de la oposición- al gobierno nacional inevitablemente buscaría medidas dilatorias del procedimiento de convocatoria de la consulta que obligarían a que la consulta del revocatorio fue atrasada hasta después del 10 de enero de 2017.
Distintas empresas de opinión evaluaron la disyuntiva interna de la oposición con respecto al mecanismo constitucional que se buscaría para lograr el cambio del gobierno nacional. Mientras medios dedicados al análisis y la opinión contraponían las ventajas y desventajas de los diferentes mecanismos con diferentes comentarios finales, encuestadoras nacionales en su gran mayoría le daban al referéndum revocatorio la preferencia como elección tentativa dentro de la opinión pública popular.
A fin de darle solución a dicha extensa disyuntiva, el secretario general de la MUD Jesús Torrealba anunció una deliberación en pleno entre los líderes de los partidos de la MUD para decidir de manera unánime cuál herramienta constitucional ejercer para cumplir su meta de darle fin al gobierno del PSUV. Finalmente el 4 de marzo los líderes de la MUD anunciaron que como acuerdo unánime que convocarían simultáneamente al referéndum revocatorio y al referéndum consultivo para ejercer la reforma constitucional propuesta por la Causa R, a fin de que de tener lugar cualquiera de las limitaciones previstas por parte del gobierno, del CNE y/o del TSJ sobre uno de dichos mecanismos se pudiese contar con el otro para cumplir la meta de terminar el mandato de Maduro, y que si ambos mecanismos terminaban fracasando convocarían como último recurso una asamblea nacional constituyente.

### Propuesta de enmienda constitucional
Durante la sesión ordinaria del 10 de marzo de la AN, se propuso en primera discusión el proyecto de Ley de Procesos Electorales, proyecto de ley destinado a estandarizar los procesos de convocatoria de referéndums a fin de acortar los tiempos reglamentarios para los procesos de solicitud de referéndums, entre ellos el revocatorio, y este fue luego aprobado en segunda discusión durante la sesión ordinaria del 20 de abril, y simultáneamente la bancada de la oposición propuso en primera discusión la propuesta de Causa R de enmienda constitucional para recortar el período presidencial constitucional con aplicación inmediata, siendo ambas propuestas aprobadas con la mayoría parlamentaria opositora con el voto salvado de la bancada del oficialismo.
Mientras que expertos en jurismo afines al oficialismo denunciaron por medios de comunicación del gobierno la presunta inconstitucionalidad de la aplicación inmediata de una posible enmienda a la constitución, el CNE desde una nota de prensa firmada por su presidenta Tibisay Lucena reclamó la presunta inconstitucionalidad de la propuesta de Ley de Procesos Electorales en base al artículo 204 de la constitución que le da la “exclusividad” de la iniciativa de un proyecto de ley con fines electorales al poder electoral. Tal alegato fue rechazado por el rector en funciones del CNE Luis Emilio Rondón, el exrector retirado del CNE Vicente Díaz y expertos como el jurista José Ignacio Hernández, para quienes el privilegio de iniciativa del artículo 204 no podía desconocer la facultad de la asamblea prevista en el artículo 187 de poseer pleno derecho de legislación sobre temas de ámbito nacional. Especialistas como el experto en temas electorales Eugenio Martínez criticaron que el CNE no había declarado tal exclusividad cuando en legislaturas anteriores a la del periodo 2016-2021 legislaron en materia electoral sin iniciativa del CNE, mientras que otros especialistas argumentan en contra de la presunta exclusividad de iniciativa del CNE que en el propio reglamento para procesos referendarios establecido como "provisional" por el CNE en 2007 contiene en su exposición de motivos un alegato a la "omisión" de la Asamblea Nacional de su deber de dictar una ley de referendos, reconociendo implícitamente la facultad y deber de dicha institución de ejercer la iniciativa de dicho proyecto de ley pendiente.
El 8 de abril el constitucionalista Hermann Escarrá propuso durante un acto proselitista del gobierno a Nicolás Maduro que introdujera en su calidad de mandatario del país una propuesta de enmienda constitucional para reducir "provisionalmente" el periodo de la AN a 60 para adelantar su disolución, propuesta que Maduro aseguró que "consideraría". Analistas afines a la oposición interpretaron que la propuesta de Escarrá contradecía la tesis oficialista de la nulidad de la implementación inmediata de la enmienda por retroactividad, demostrando la validez de dicha propuesta de parte de la oposición. En respuesta a la propuesta de Escarrá, el presidente del parlamento Henry Ramos Allup propuso al jefe de Estado Maduro llevar a consulta pública de forma simultánea y paralela la propuesta de reducción de gestión de los tres poderes, ejecutivo, legislativo y judicial. En respuesta el abogado Escarrá aseguró que el periodo del TSJ no podía ser recortado por medio de una enmienda constitucional.
El 25 de abril la sala constitucional del TSJ determinó que la posible aplicación inmediata de una posible enmienda constitucional, en caso de ser esta aprobada por un referéndum popular consultivo constituiría una aplicación retroactiva de la ley, siendo dicha aplicación inconstitucional, pero que además dicha aplicación inmediata destinada de manera expresa a recortar el periodo constitucional en curso del presidente de la República constituía una forma de “fraude a la constitución” al ejercer una forma indirecta de revocación del mandato presidencial, cuando el espíritu del constituyente (dentro de la perspectiva de la sala constitucional) solo prevé la revocación de un mandato de elección popular por medio de un referéndum revocatorio. La sentencia fue repudiada por el presidente del parlamento Henry Ramos Allup al cuestionar que el tribunal declarara la inconstitucionalidad de una iniciativa de ley en su primera discusión cuando el veto de inconstitucionalidad de un proyecto de ley solo debería ser posible después de su aprobación en segunda discusión.

## Solicitud de convocatoria del referéndum

### Primera etapa: promoción
La fase de promoción fue la primera etapa reglamentaria para la convocatoria del referéndum presidencial y consistió en la práctica en el comienzo de dicha consulta, tratándose, de acuerdo al reglamento del CNE para procesos electorales de 2007, en el proceso para la recolección y posterior autentificación y verificación de un número de actas de voluntad firmadas por ciudadanos votantes equivalentes a un 1% del registro electoral (RE) nacional (200 mil votantes aproximadamente) para que estos conformaran una "asociación ciudadana" que concediera al MUD la facultad de solicitar en su condición de partido político al poder electoral la convocatoria de la fase de participación (prevista en el artículo 72 de la constitución nacional) para la eventual realización de un referéndum revocatorio. La MUD realizó las primeras solicitudes oficiales al CNE para la puesta en marcha de la fase de promoción a principios de marzo de 2016, esperando recibir del ente comicial un modelo de planilla oficial que sirviese para recolectar las actas de voluntad de los ciudadanos, pero el CNE rechazó reiteradamente las solicitudes formales de la MUD bajo argumentaciones técnicas en ocasiones sobrevenidas, siendo la última de las cuales justificada ante la norma no-prevista de que para la entrega del modelo de planilla era necesario que la MUD respaldase su solicitud por medio de "asambleas ciudadanas", por lo cual para el 12 de abril la MUD acabó consignando la que sería su última solicitud para la activación de la fase de promoción con un respaldo de 20 mil firmas recolectadas en la asamblea de ciudadanos requerida por el CNE.
El aparente "retardo" del poder electoral para la entrega de la planilla de recolección de firmas ocasionó una serie de medidas de protestas por parte de dirigentes de la MUD que en casos concretos acabaron con enfrentamientos con entes públicos y que se pretendía que confluyesen en una movilización popular programada para el 27 de abril a la sede nacional del CNE; no obstante el CNE entregó el modelo de planilla a la MUD el 26 de abril, por lo cual la marcha fue suspendida y en su lugar la oposición comenzó inmediatamente el proceso de recolección en donde se dieron de manera espontánea grandes movilizaciones de participación, en las que la MUD declaró haber recolectado 2.5 millones de actas de voluntad en sus primeros dos días de recolección, y el 2 de mayo la coalición entregó un estimado de 1.9 millones de actas de voluntad al CNE para que diese comienzo el proceso de conteo que precediera el proceso de autentificación. Paralelamente, y de manera nuevamente sobrevenida y ajena al reglamento previsto por el CNE, el poder electoral impuso como nueva condición que la recolección y autentificación debía contabilizar no menos del 1% del RE por estado, y no por su totalidad nacional, significando que si en cualquiera de las 24 regiones administrativas federales del país se contabilizaba menos del 1% del RE electoral estadal la solicitud de la MUD de convocatoria de la fase de participación sería invalida.
Tras la entrega de las actas recolectadas por la MUD al CNE, el gobierno de Venezuela conformó lo que denominó una "comisión para la revisión de la firmas del revocatorio" presidida por el expresidente del CNE y alcalde del Municipio Libertador de Caracas por el PSUV Jorge Rodríguez para que reclamase una auditoría ante el CNE de la firmas consignadas por la MUD que precedieron al proceso de autentificación previsto en el reglamento de 2007. Atendiendo los reclamos del PSUV, el CNE añadió de manera sobrevenida lapsos para la auditoría de las actas de la MUD, de lo que se desprendió la inhabilitación de 600 mil de las actas consignadas por una serie de razones en su mayoría técnicas referentes a fallas en su calidad o autenticidad determinadas de manera sobrevenida por el poder electoral, entre ellas la presunta usurpación de la identidad de ciudadanos fallecidos, lo que desde entonces fue argumentado por el GPP como la evidencia de que la MUD habría cometido "el fraude más grande la historia electoral de Venezuela", por el cual esperaban obtener actuaciones judiciales punitivas en contra de la convocatoria del proceso electoral. Entre tanto el CNE añadió un nuevo proceso sobrevenido a la fase de participación, la apertura de un proceso de auto-exclusión precedente al del autentificación en el que los ciudadanos pudiesen remover sus actas de voluntad de la base de datos del CNE para que el mismo no estuviese abierto al proceso de validación. El proceso de auto-exclusión fue dispuesto entre el 13 de junio y 17 de junio y el autentificación para el 20 de junio al 24 de junio, siendo dispuestos para el primero las oficinas regionales del CNE y para el segundo un número de 300 mil detectores biométricos que, tras una extensa mediación y reclamos de la MUD, fueron distribuidos en 128 puntos de atención a nivel nacional, bajo un esquema de distribución geográfico altamente criticado por presuntamente dificultar el acceso a los puntos a la mayoría de la población habilitada para validar sus actas, lo que junto a un horario de atención restrictivo hizo prever que solo una fracción de los firmantes habilitados tendría oportunidad para participar en el proceso de validación.
Para el 17 de junio solo 5 mil 500 electores participaron en el proceso de auto-exclusión, significando una proporción intrascendente para el proceso final de convocatoria del referéndum, y ello bajo numerosas denuncias de presión laboral en las oficinas públicas para exigir dicha auto-exclusión. En contraste, durante los 5 días del proceso de validación, todos los centros habilitados por el CNE fueron abarrotados por votantes, que como se preveía, encontraron grandes dificultades para acceder a los dispositivos biométricos, tanto por la distancia remota de los centros de validación a sus municipios como por la desproporción de potenciales validantes en comparación al número de puntos de validación y dado el horario de atención restrictivo se estimó que una cantidad significativa de votantes no consiguieron su meta de validar sus actas en los 5 días dispuestos para tal fin. No obstante a todo ello la MUD aseguró que tras el penúltimo día de validación se había conseguido la cuota mínima de validaciones por estado en todas las regiones del país excepto en el estado Nueva Esparta por un margen mínimo que acabó superándose a las pocas horas del último día de validación tras el cual la oposición aseguró haber emitido 409 mil validaciones al poder electoral.
Tras una extensa auditoría a las validaciones que culminó el 26 de julio la Junta Nacional Electoral (JNE) del CNE entregó Comisión Permanente de Participación Política y Financiamiento (Copafi) un informé que semanas antes había sido divulgado públicamente por representantes de la MUD que ratificaba que 399 mil de las validaciones recolectadas por el poder electoral habían sido ratificadas por el sistema del CNE, siendo el informe aprobado por la Copafi el 27 de julio en medio de actos de presión ciudadana, y el 1 de agosto la presidenta del CNE Tibisay Lucena se dirigió en una rueda de prensa al país confirmando que todas las regiones administrativas habían logrado el requerimiento de 1% del RE por región, sin dar detalles del número exacto de actas validadas de forma efectiva por estado, dejando constancia pública de que la MUD tenía la autoridad administrativa para solicitar la convocatoria de la fase de participación.
Según el experto en temas electorales Eugenio Martínez, la fase de promoción tenía un lapso reglamentario previsto para 41 días continuos, pero los lapsos añadidos para procesos sobrevenidos y retardos no justificados por motivos técnicos oficiales la extendieron hasta un total de 145 días, sumando 104 días de retardo por parte del poder electoral al proceso de convocatoria del referéndum revocatorio, mientras que para la MUD y un grupo de 26 organizaciones no gubernamentales los días adicionales acumulados por el CNE durante la fase de promoción fueron 75.

### Tercera etapa: convocatoria, crisis y «toma de Venezuela»
La suspensión del proceso de convocatoria del referéndum revocatorio agravo la crisis política en Venezuela, con un llamado de la oposición venezolana a marchas pacíficas multitudinarias llamadas la «toma de Venezuela» a partir del miércoles 26 de octubre de 2016.

## Repercusiones
Según el sindicato UNETE, al menos 1 250 empleados estatales fueron destituidos por respaldar la consulta promovida por la oposición.

## Encuestas de opinión

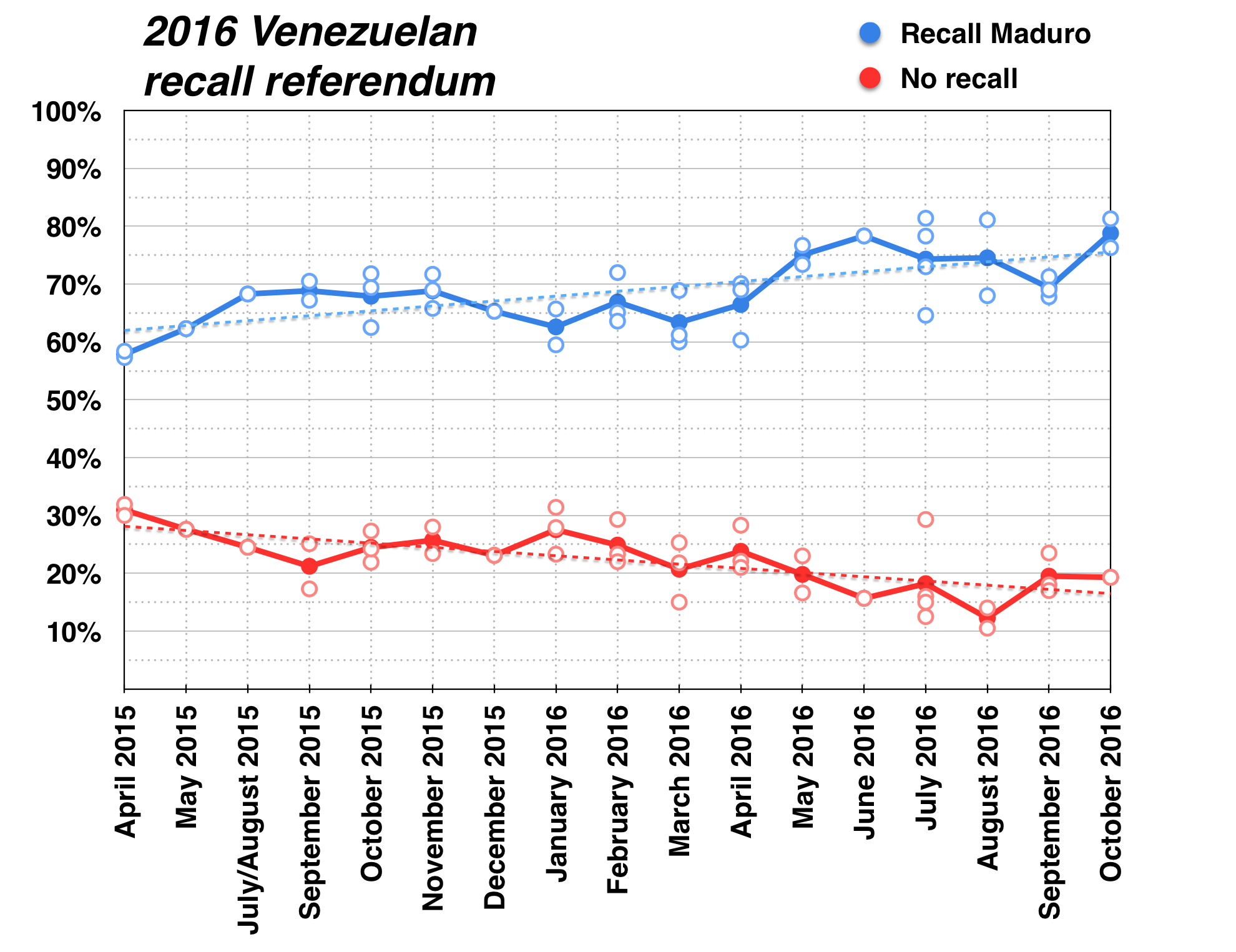
Tendencias en promedio en función del tiempo de las encuestas sobre el referéndum revocatorio Afectos a la revocatoria del mandato de Maduro. Opuestos a la revocatoria del mandato de Maduro.

| Encuestadora       | Fuente                                                             | Fecha de publicación | A favor (SÍ) | En contra (NO) | No sabe No contesta |
| ------------------ | ------------------------------------------------------------------ | -------------------- | ------------ | -------------- | ------------------- |
| Venebarómetro      | RunRun.es                                                          | septiembre de 2015   | 70,5         | 17,3           | 12,2                |
| IVAD               | La Patilla                                                         | noviembre de 2015    | 65,8         | 23,3           | 11,0                |
| Omnibus            | Omnibus                                                            | noviembre de 2015    | 51,8         | 30,5           | 7,8                 |
| Datanálisis        | NotiBolivar                                                        | febrero de 2016      | 52,1         | 30,1           | 9,9                 |
| IVAD               | Quinto Día                                                         | marzo de 2016        | 62,6         | 30,8           | 6,6                 |
| Keller             | La Patilla                                                         | marzo de 2016        | 60           | 15             | 20                  |
| Hercon             | Hercon                                                             | abril de 2016        | 70,1         | 22,1           | 7,7                 |
| Poder y Estrategia | Informe Poder y Estrategia                                         | abril de 2016        | 77           | 21             | 2                   |
| Venebarómetro      | Analítica                                                          | abril de 2016        | 60,3         | 28,3           | N/A                 |
| DatinCorp          | ACN Archivado el 1 de mayo de 2016 en Wayback Machine.             | abril de 2016        | 69           | 21             | 10                  |
| Hercon             | RunRun.es                                                          | mayo de 2016         | 76,7         | 16,6           | 6,6                 |
| Hinterlaces        | Globovision                                                        | mayo de 2016         | 59           | 30             | N/A                 |
| Datanálisis        | El Informador Archivado el 19 de junio de 2016 en Wayback Machine. | junio de 2016        | 63,2         | 20,8           | 16                  |
| IESA               | Globovision                                                        | junio de 2016        | 65           | 25             | N/A                 |
| Meganálisis        | La Patilla                                                         | junio de 2016        | 78,3         | 12,5           | 9,1                 |
| Delphos            | El Nacional                                                        | julio de 2016        | 60           | 40             | N/A                 |
| Datanálisis        | Sumarium                                                           | julio de 2016        | 73,4         | 23             | N/A                 |
| Venebarómetro      | 2001                                                               | julio de 2016        | 64,6         | 29,3           | 6,1                 |
| Hercon             | La Patilla                                                         | julio de 2016        | 81,4         | 16,0           | 2,5                 |
| Keller             | NTN24                                                              | agosto de 2016       | 73           | 15             | 11                  |
| Datanálisis        | El Impulso                                                         | agosto de 2016       | 75           | 21             | N/A                 |
| Hercon             | La Patilla                                                         | agosto de 2016       | 81,11        | 14,00          | 4,89                |
| DatinCorp          | Entorno Inteligente                                                | agosto de 2016       | 68           | 11             | N/A                 |
| Delphos            | ACN Archivado el 31 de agosto de 2016 en Wayback Machine.          | agosto de 2016       | 65           | 35             | N/A                 |
| Keller             | La Patilla                                                         | septiembre de 2016   | 69           | 18             | 7                   |
| Venebarómetro      | ProDavinci                                                         | septiembre de 2016   | 67,8         | 23,5           | 8,8                 |
| Varianzas          | El Nuevo País y Zeta                                               | octubre de 2016      | 62,2         | 18,8           | N/A                 |
| Hercon             | Analítica                                                          | octubre de 2016      | 81,3         | 17,0           | 1,3                 |
| Datanálisis        | Sumarium                                                           | octubre de 2016      | 73,6         | 19,0           | N/A                 |